# Royaume de Hongrie orientale
1111 (premier prince transylvain connu : Mercurius) – 
1711 (en tant que principauté de Transylvanie) 
1867 (en tant que grande-principauté de Transylvanie)
Entités précédentes :
- Royaume de Hongrie dont  Transylvanie restreinte

Entités suivantes :
- Empire des Habsbourg dont  grand-duché de Transylvanie

« Royaume de Hongrie orientale » (en hongrois : Keleti Magyar Királyság) est une dénomination donnée par l'historiographie hongroise moderne à la principauté de Transylvanie, agrandie, pendant sa période de quasi-indépendance aux XVIe-XVIIe siècles, de la Marmatie, de l'Est du royaume de Hongrie jusqu'à l'actuelle Slovaquie et contrôlée par Jean Ier puis par Jean II Szapolyai, après que l'Empire ottoman a conquis la Hongrie centrale (voir Hongrie ottomane).

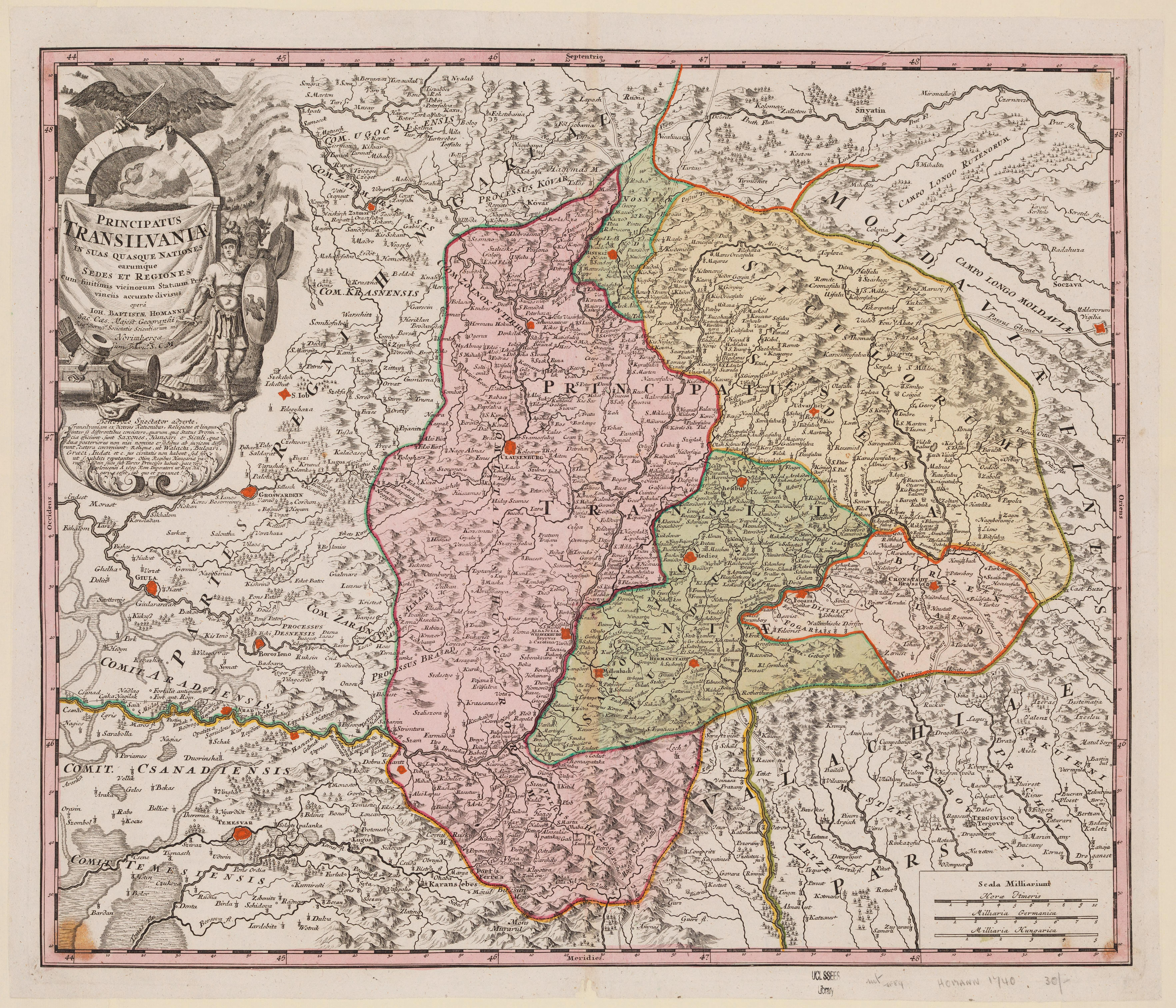
Carte d'époque de la Principauté de Transylvanie aux XV-XVI siècles : zones allemandes en vert, pays sicule en jaune.

## Dénomination
La dénomination récemment apparue de « royaume de Hongrie orientale » s'inscrit dans une « rétroprojection nationaliste » de l'histoire hongroise, selon laquelle la principauté de Transylvanie n'aurait pas existé avant le XVIe siècle et n'aurait été créée qu'en 1570 par le Traité de Spire. Cette interprétation apparaît dans le contexte des controverses historiques avec la Roumanie, qui, de son côté, présente la Transylvanie comme l'une des trois principautés roumaines médiévales.
Le pivot de la controverse repose sur le statut des voïvodes transylvains d'avant 1570, considérés par l'historiographie nationaliste hongroise comme de simples gouverneurs, et par l'historiographie nationaliste roumaine comme des souverains à part entière ; en fait, avant comme après, la Transylvanie avait un territoire défini, une assemblée propre, des lois propres, des institutions propres, une armée propre, et ses voïvodes, en grande majorité d'origine hongroise, étaient vassaux du roi de Hongrie : c'était un État multiethnique, lié à la Hongrie et peuplé de Hongrois (Magyars et Sicules), de Roumains et d'Allemands, avec un statut religieux propre puisqu'un « édit de tolérance » de 1565 y établissait l'égalité entre catholiques et protestants. À noter que dans la version anglophone de cet article de Wikipedia, seul le point de vue de l'historiographie hongroise moderne est présenté, mais très bien sourcé.

## Traités
Le texte du traité de Spire reconnait Jean-Sigismond comme « princeps Transsylvaniae et partium regni Hungariae dominus » (« Prince de Transylvanie et seigneur de parties du royaume de Hongrie ») faisant ainsi une distinction entre la principauté de Transylvanie et le royaume de Hongrie proprement dit, mais dans l'historiographie hongroise moderne, la dénomination de « royaume de Hongrie orientale » englobe la Principauté et est utilisée comme un pendant symétrique de la « Hongrie royale » contrôlée par Ferdinand de Habsbourg dans l'ouest de l'ancien royaume hongrois médiéval. Cette dénomination de « royaume de Hongrie orientale » pour la Principauté transylvaine supposerait logiquement l'adoption de la dénomination de « royaume de Hongrie occidentale » pour la Hongrie royale, ce qui n'est pas le cas, car s'il y a un enjeu nationaliste concernant la Transylvanie, il n'y en a pas concernant la Hongrie occidentale.
Quoi qu'il en soit, le traité de Spire de 1570 ne « crée » pas la principauté transylvaine, mais, en échange du renoncement du prince de Transylvanie Jean Sigismond au titre de roi de Hongrie, érige le voïvodat de Transylvanie vassal de la Hongrie en État indépendant, sujet de droit international reconnu par les autres puissances, et néanmoins toujours nominalement vassal des souverains de la Hongrie, donc, en théorie, des Habsbourg à partir de ce traité. Le territoire de la principauté de Transylvanie agrandie, a été délimité de jure par le Traité de Großwardein/Nagyvárad/Oradea, qui la reconnaît vassale de l'Empire ottoman aussi, jusqu'à son intégration dans l'empire des Habsbourg en 1699.